# Das Duell um die Geld
Das Duell um die Geld ist eine Fernsehsendung auf Joyn und ProSieben. Die von Oliver Kalkofe moderierte Spielshow wird von Florida Entertainment produziert und gehört zum Œuvre des Unterhaltungs-Duos Joko und Klaas. Gestartet 2015 im Rahmen einer Sondersendung von Circus HalliGalli, erhielt Das Duell um die Geld bald einen eigenen Sendeplatz und wurde zudem ab 2024 vorgängig auf dem Streamingportal Joyn veröffentlicht. Das Konzept der Sendung ist ein Quiz, welches nach Pokerregeln gespielt wird. Neben Joko Winterscheidt und Klaas Heufer-Umlauf nehmen weitere prominente Mitspieler teil.

## Konzept
Beim Duell um die Geld stellt Oliver Kalkofe als Spielleiter Fragen, welche jeweils eine Zahl zur Antwort haben. Die anfänglich sechs, seit 2024 fünf Spieler, schreiben ihre Antwort verdeckt auf und spielen in Folge darum, indem sie wie beim Poker Geld darauf setzen, oder aus der Runde aussteigen. Nach jeder Setzrunde gibt Kalkofe einen Hinweis auf die richtige Antwort, wodurch die Spieler herausfinden können, wie richtig sie liegen. Wer am Ende der Runde nach dem Aufdecken möglichst nah an der richtigen Zahl liegt, oder durch Bluffen seine Mitspieler zum Aussteigen bewegen konnte, erhält das gesetzte Geld. Sobald jemand von seinen anfänglich 1000 Euro kein Geld mehr übrig hat, scheidet aus dem Spiel aus. Der zuletzt Verbliebene ist Sieger und spendet seinen Gewinn an eine wohltätige Organisation.
Am Spieltisch sitzt zudem ein Poker-Croupier, welcher die Regeln im Auge behält, und die Einsätze und Gewinne handhabt. Zwischendurch wird das Geschehen kommentiert, im Laufe der Sendungsgeschichte geschah das unter anderem durch Pokerexperte Jan Heitmann, Micky Beisenherz und Jakob Lundt.
Der Name Das Duell um die Geld  ist eine Anspielung auf die Joko-und-Klaas-Sendung Das Duell um die Welt. Als Titelmusik diente das Lied Frontier Psychiatrist von The Avalanches, seit 2024 ist es Machine Gun von den Commodores.

## Sendungen
Zu Beginn, im Herbst 2015, war das Duell um die Geld die letzte Rubrik einer verlängerten Sondersendung von Circus HalliGalli. Ab 2016 erhielt die Sendung ihren eigenen Sendeplatz. Nach einer zwischenzeitlich letzten Staffel im Jahr 2017 kehrte Das Duell um die Geld 2024 auf ProSiebens Streamingportal Joyn zurück und wurde jeweils später auf dem Sender selbst gezeigt.
An allen Sendungen nehmen Joko Winterscheidt und Klaas Heufer-Umlauf als Spieler teil.
- Bei Circus HalliGalli auf ProSieben:
  - Folge 1 (12. Oktober 2015): Eva Padberg, Palina Rojinski, Michi Beck, Smudo (Sieger: Michi Beck)
  - Folge 2 (21. Dezember 2015): Sido, König Boris, Jeannine Michaelsen, Bosse (Siegerin: Jeannine Michaelsen)

- Staffel 1 auf ProSieben:[7]
  - Folge 1 (1. Februar 2016): Sasha, Nora Tschirner, Stefanie Kloß, Enissa Amani (Sieger: Klaas)
  - Folge 2 (9. Mai 2016): Olaf Schubert, Wolfgang Bahro, Alexandra Maurer, Simon Gosejohann (Sieger: Olaf Schubert)
  - Folge 3 (6. Juni 2016): Mark Tavassol, Bela B, Mark Forster, Lena Meyer-Landrut (Sieger: Mark Tavassol)
  - Folge 4 (29. August 2016): Rebecca Mir, Olivia Jones, Patrick Owomoyela, Jochen Schropp (Siegerin: Rebecca Mir)
  - Folge 5 (7. November 2016): Carolin Kebekus, Heinz Strunk, Jan Böhmermann, Ingo Knollmann (Sieger: Joko)
  - Folge 6 (5. Dezember 2016): Laura Wontorra, Frank Rosin, Oliver Polak, Frank Buschmann (Sieger: Klaas)

- Staffel 2 auf ProSieben:[8]
  - Folge 1 (28. März 2017): Sara Nuru, DJ BoBo, Henning Wehland, Matthias Killing (Sieger: Klaas)
  - Folge 2 (16. Mai 2017): Pierre M. Krause, Guildo Horn, Hadnet Tesfai, Kollegah (Sieger: Klaas)
  - Folge 3 (13. Juni 2017): Mario Basler, Clueso, Florian Weber, Linda Zervakis (Sieger: Klaas)

- Staffel 3 auf Joyn und ProSieben:[9]
  - Folge 1 (4. November 2024): Sido, Hadnet Tesfai, Dennis Wolter (Sieger: Sido)
  - Folge 2 (4. November 2024): Shirin David, Ski Aggu, Jessica Schwarz (Sieger: Klaas)
  - Folge 3 (11. November 2024): Palina Rojinski, Hazel Brugger, Benni Wolter (Sieger: Klaas)
  - Folge 4 (18. November 2024): Michi Beck, Nilam Farooq, Edin Hasanovic (Sieger: Joko)
  - Folge 5 (25. November 2024): Sasha, Till Reiners, Nikeata Thompson (Sieger: Sasha)
  - Folge 6 (2. Dezember 2024): Lary, Micky Beisenherz, Riccardo Simonetti (Sieger: Micky Beisenherz)
  - Folge 7 (9. Dezember 2024): Papaplatte, Steven Gätjen, Sophie Passmann (Sieger: Joko)
  - Folge 8 (16. Dezember 2024): Edin Hasanovic, Jeannine Michaelsen, Benjamin von Stuckrad-Barre (Sieger: Edin Hasanovic)